# Cyathea conjugata
Cyathea conjugata är en ormbunkeart som först beskrevs av Richard Spruce och William Jackson Hooker, och fick sitt nu gällande namn av Karel Domin. Cyathea conjugata ingår i släktet Cyathea och familjen Cyatheaceae. Inga underarter finns listade.